# Mysen Station
Mysen Station (Mysen stasjon) er en norsk jernbanestation på Indre Østfoldbanen (Østfoldbanens østre linje) i Eidsberg. Stationen består af to spor med hver sin sideliggende perron og et opstillingsspor imellem de to andre spor. Stationen ligger 106,7 m.o.h. Den er endestation for NSB's linje Mysen-Skøyen. I myldretiden forlænges en del afgange dog fra Mysen til Rakkestad.
Stationen åbnede sammen med Indre Østfoldbanen 24. november 1882. Den første stationsbygning blev opført til åbningen i 1882 efter tegninger af Balthazar Lange. Den blev revet ned i 1989 og erstattet af faciliteter i et forretningsbyggeri samme år.